# Лубарда
Лубарда је насељено мјесто у Босни и Херцеговини у општини Бужим које административно припада Федерацији Босне и Херцеговине. Према попису становништва из 1991. у насељу је живјело 2.944 становника.

## Назив
Име је од врсте топа, лумбарде, који се налазио, по предању у том мјесту (граничарски крај), да би обавјештавао управу староградске тврђаве о евентуалној војној пријетњи са територије Хабзбуршке монархије.

## Становништво
| Националност       | 1991.          | 1981.          | 1971.          |
| Муслимани          | 2.903 (98,60%) | 2.937 (99,32%) | 2.363 (99,41%) |
| Срби               | 10 (0,33%)     | 2 (0,06%)      | 4 (0,16%)      |
| Хрвати             | 0              | 4 (0,13%)      | 5 (0,21%)      |
| Југословени        | 0              | 5 (0,16%)      | 0              |
| остали и непознато | 31 (1,05%)     | 9 (0,30%)      | 5 (0,21%)      |
| Укупно             | 2.944          | 2.957          | 2.377          |